# Campionat del Món d'esgrima de 1958
El Campionat del Món d'esgrima de 1958 fou la catorzena edició del Campionat del Món d'esgrima. Es va disputar a Filadèlfia, Estats Units.

## Resultats

### Resultats masculins
| Proves            | Or | Plata                                                                          | Bronze |
| Floret individual | Giancarlo Bergamini | Ferenc Czvikovszky                                                             | Bernard Baudoux                                                                                                   |
| Floret per equips | FrançaClaude Bancilhon · Bernard Baudoux · Roger Closset · Christian d'Oriola · Jacques Guittet · Claude Netter          | Unió SovièticaMark Midler · Iuri Rudov · Iuri Sissikin · Guerman Sveixnikov    | ItàliaGiancarlo Bergamini · Mario Curletto · Edoardo Mangiarotti · Alberto Pellegrino · Antonio Spallino          |
| Espasa individual | Bill Hoskyns | Edoardo Mangiarotti                                                            | Arnold Chernushevich                                                                                              |
| Espasa per equips | ItàliaEdoardo Mangiarotti · Franco Bertinetti · Giuseppe Delfino · Gianluigi Saccaro · Carlo Pavesi · Alberto Pellegrino | HongriaLajos Balthazár · Árpád Bárány · Tamás Gábor · István Kausz             | FrançaDaniel Dagallier · Jacques Guittet · Maurice Huet · Gérard Lefranc · Armand Mouyal · René Queyroux          |
| Sabre individual  | Iàkov Rilski | David Tyshler                                                                  | Jerzy Twardokens                                                                                                  |
| Sabre per equips  | HongriaAladár Gerevich · Zoltán Horváth · Rudolf Kárpáti · Pál Kovács · Tamás Mendelényi                                 | Unió SovièticaLev Kuznetsov · Umiar Mavlikhànov · Iàkov Rilski · David Tyshler | PolòniaJerzy Pawłowski · Wojciech Zabłocki · Zygmunt Pawlas · Andrzej Piątkowski · Emil Ochyra · Jerzy Twardokens |

### Resultats femenins
| Proves            | Or | Plata                                                                         | Bronze                                                                      |
| Floret individual | Valentina Rastvorova                                                                                             | Ėmma Efimova                                                                  | Ildikó Rejtő                                                                |
| Floret per equips | Unió SovièticaGalina Gorochova · Ėmma Efimova · Valentina Rastvorova · Valentina Prudskova · Aleksandra Zabelina | RFAAstrid Berndt · Helmi Höhle · Ilse Keydel · Helga Volz-Mees · Heidi Schmid | FrançaKate Delbarre · Renée Garilhe · Françoise Mailliard · Régine Veronnet |

## Medaller
| Posició | País           | Or | Plata | Bronze | Total |
| 1       | Unió Soviètica | 3  | 4     | 1      | 8     |
| 2       | Itàlia         | 2  | 1     | 1      | 4     |
| 3       | Hongria        | 1  | 2     | 1      | 4     |
| 4       | França         | 1  | 0     | 3      | 4     |
| 5       | Regne Unit     | 1  | 0     | 0      | 1     |
| 6       | RFA            | 0  | 1     | 0      | 1     |
| 7       | Polònia        | 0  | 0     | 2      | 2     |